# Way Sindi Utara
Way Sindi Utara is een bestuurslaag in het regentschap Lampung Barat van de provincie Lampung, Indonesië. Way Sindi Utara telt 648 inwoners (volkstelling 2010).